# Талгар (місто)
Талга́р (каз. Талғар) — місто, центр Талгарського району Алматинської області Казахстану. Адміністративний центр та єдиний населений пункт Талгарської міської адміністрації.
Засноване у лютому-березні 1858 року як станиця Софійська. 1928 року Талгар став районним центром, а 1959 року отримав статус міста.
Населення — 63883 особи (2021; 45529 у 2009, 43353 у 1999, 43645 у 1989).

## Географія
Місто розташоване на північних схилах Заілійського Алатау, за 25 км на схід від Алмати.

### Клімат
Місто знаходиться в зоні, котра характеризується вологим континентальним кліматом з теплим літом. Найтепліший місяць — липень із середньою температурою 18.8 °C (65.8 °F). Найхолодніший місяць — січень, із середньою температурою -10.6 °С (12.9 °F).
| Клімат Талгара          | Клімат Талгара | Клімат Талгара | Клімат Талгара | Клімат Талгара | Клімат Талгара | Клімат Талгара | Клімат Талгара | Клімат Талгара | Клімат Талгара | Клімат Талгара | Клімат Талгара | Клімат Талгара | Клімат Талгара |
| Показник                | Січ.           | Лют.           | Бер.           | Квіт.          | Трав.          | Черв.          | Лип.           | Серп.          | Вер.           | Жовт.          | Лист.          | Груд.          | Рік            |
| Середній максимум, °C   | −5,2           | −4,3           | 3,3            | 13,2           | 18,2           | 22,7           | 25,7           | 25             | 20             | 11,9           | 3,2            | −2,4           | 10,9           |
| Середня температура, °C | −10,6          | −9,6           | −1,8           | 6,9            | 11,9           | 16,1           | 18,8           | 17,8           | 12,8           | 5,6            | −2,1           | −7,6           | 4,9            |
| Середній мінімум, °C    | −16,1          | −14,8          | −6,9           | 1,3            | 6,3            | 10             | 12,4           | 11             | 6,1            | −0,5           | −7,2           | −12,4          | −0,9           |
| Норма опадів, мм        | 9              | 9.2            | 18             | 30.5           | 43.5           | 43.5           | 41.1           | 34.9           | 22.9           | 22.6           | 16.7           | 10.2           | 302.1          |
| Днів з опадами          | 8,7            | 9,4            | 12,2           | 12             | 14             | 12,8           | 10,4           | 7,5            | 6,5            | 8,3            | 9,1            | 8,7            | 119,6          |
| Вологість повітря, %    | 73.5           | 74.6           | 65.8           | 51.8           | 50.9           | 46.8           | 43.9           | 41.9           | 44             | 53.8           | 64.3           | 73.6           | 57.1           |
| ----------------------- | -------------- | -------------- | -------------- | -------------- | -------------- | -------------- | -------------- | -------------- | -------------- | -------------- | -------------- | -------------- | -------------- |
| Джерело: Weatherbase    |                |                |                |                |                |                |                |                |                |                |                |                |                |

## Економіка
Експериментальний ливарно-механічний завод. Легка, харчова промисловість.
На честь міста названо сорт груші Талгарська красуня, виведений у Казахському НДІ плодівництва та виноградарства селекціонером Аркадієм Кацейком.